# Pohár vítězů pohárů 1976/1977
Sezóna 1976/77 Poháru vítězů pohárů byla 17. ročníkem tohoto poháru. Vítězem se stal tým Hamburger SV.

## Předkolo
| Tým #1          | Celk.    | Tým #2      | 1. zápas | 2. zápas |
| --------------- | -------- | ----------- | -------- | -------- |
| Cardiff City FC | 2(v) - 2 | Servette FC | 1 - 0    | 1 - 2    |

## První kolo
| Tým #1             | Celk.  | Tým #2                 | 1. zápas | 2. zápas |
| ------------------ | ------ | ---------------------- | -------- | -------- |
| FC Oțelul Galați   | 2 - 5  | Boavista FC            | 2 - 3    | 0 - 2    |
| PFK Levski Sofia   | 19 - 3 | Lahden Reipas          | 12 - 2   | 7 - 1    |
| SK Rapid Wien      | 2 - 3  | Atlético Madrid        | 1 - 2    | 1 - 1    |
| Lierse SK          | 1 - 3  | HNK Hajduk Split       | 1 - 0    | 0 - 3    |
| Cardiff City FC    | 1 - 3  | FC Dinamo Tbilisi      | 1 - 0    | 0 - 3    |
| MTK Budapešť       | 4 - 2  | AC Sparta Praha        | 3 - 1    | 1 - 1    |
| Hamburger SV       | 4 - 1  | Keflavík               | 3 - 0    | 1 - 1    |
| Lokomotive Leipzig | 3 - 5  | Heart of Midlothian FC | 2 - 0    | 1 - 5    |
| Floriana FC        | 1 - 6  | Śląsk Wrocław          | 1 - 4    | 0 - 2    |
| Bohemian FC        | 3 - 1  | Esbjerg fB             | 2 - 1    | 1 - 0    |
| Iraklis Soluň      | 0 - 2  | APOEL                  | 0 - 0    | 0 - 2    |
| Bodø/Glimt         | 0 - 3  | SSC Neapol             | 0 - 2    | 0 - 1    |
| RSC Anderlecht     | 5 - 3  | Roda JC Kerkrade       | 2 - 1    | 3 - 2    |
| AIK Stockholm      | 2 - 3  | Galatasaray SK         | 1 - 2    | 1 - 1    |
| Carrick Rangers    | 4 - 3  | FC Aris Bonnevoie      | 3 - 1    | 1 - 2    |
| Southampton FC     | 5 - 2  | Olympique de Marseille | 4 - 0    | 1 - 2    |

## Druhé kolo
| Tým #1            | Celk.    | Tým #2                 | 1. zápas | 2. zápas |
| ----------------- | -------- | ---------------------- | -------- | -------- |
| Boavista FC       | 3 - 3(v) | PFK Levski Sofia       | 3 - 1    | 0 - 2    |
| Atlético Madrid   | 3 - 1    | HNK Hajduk Split       | 1 - 0    | 2 - 1    |
| FC Dinamo Tbilisi | 1 - 5    | MTK Budapešť           | 1 - 4    | 0 - 1    |
| Hamburger SV      | 8 - 3    | Heart of Midlothian FC | 4 - 2    | 4 - 1    |
| Śląsk Wrocław     | 4 - 0    | Bohemian FC            | 3 - 0    | 1 - 0    |
| APOEL             | 1 - 3    | SSC Neapol             | 1 - 1    | 0 - 2    |
| RSC Anderlecht    | 10 - 2   | Galatasaray SK         | 5 - 1    | 5 - 1    |
| Carrick Rangers   | 3 - 9    | Southampton FC         | 2 - 5    | 1 - 4    |

## Čtvrtfinále
| Tým #1           | Celk. | Tým #2          | 1. zápas | 2. zápas |
| ---------------- | ----- | --------------- | -------- | -------- |
| PFK Levski Sofia | 2 - 3 | Atlético Madrid | 2 - 1    | 0 - 2    |
| MTK Budapešť     | 2 - 5 | Hamburger SV    | 1 - 1    | 1 - 4    |
| Śląsk Wrocław    | 0 - 2 | SSC Neapol      | 0 - 0    | 0 - 2    |
| RSC Anderlecht   | 3 - 2 | Southampton FC  | 2 - 0    | 1 - 2    |

## Semifinále
| Tým #1          | Celk. | Tým #2         | 1. zápas | 2. zápas |
| --------------- | ----- | -------------- | -------- | -------- |
| Atlético Madrid | 3 - 4 | Hamburger SV   | 3 - 1    | 0 - 3    |
| SSC Neapol      | 1 - 2 | RSC Anderlecht | 1 - 0    | 0 - 2    |

## Finále
| Tým #1       | Celk. | Tým #2         |
| ------------ | ----- | -------------- |
| Hamburger SV | 2 - 0 | RSC Anderlecht |

## Vítěz
| Pohár vítězů pohárů 1976/77 Hamburger SV Manfred Kaltz, Peter Hidien, Hans-Jürgen Ripp, Peter Nogly , Felix Magath, Willi Reimann, Rudolf Kargus, Georg Volkert, Ferdinand Keller, Caspar Memering, Arno Steffenhagen, Ole Bjørnmose Trenér: Kuno Klötzer |